# Diario di una schiappa - Portatemi a casa!
Diario di una schiappa - Portatemi a casa! (Diary of a Wimpy Kid - The Long Haul) è il nono libro della serie Diario di una schiappa scritta da Jeff Kinney. È stato pubblicato negli Stati Uniti il 4 novembre 2014, mentre in Italia è uscito il 10 novembre 2015 per opera della Editrice Il Castoro.
Dal libro è stato tratto un film che è uscito nel 2017.

## Trama
Susan annuncia che andranno in vacanza. Preparando i bagagli, la famiglia si accorge di avere troppe cose. Così Frank suggerisce di usare la sua barca e di portare solamente l'essenziale. Greg e la sua famiglia trascorreranno una vacanza strabiliante e piena di avventure, in cui emerge soprattutto la personalità di Greg. Il tutto si concluderà con il ritorno della famiglia dalle vacanze e una serie di riflessioni sceme del protagonista.

## Audiolibro
- Jeff Kinney, Neri Marcorè legge Diario di una schiappa: Portatemi a casa, collana Emons audiolibri. Ragazzi, Roma, Emons, 2017, ISBN 9788869862496.